# Yann Kerboriou
Yann Kerboriou, né le 5 février 1988 à Clamart, est un footballeur français, évoluant au poste de gardien de but au FCM Aubervilliers.

## Biographie
En 2009, il fait partie de la sélection de la Ligue de Paris-Île-de-France qui dispute la Coupe UEFA des régions. Yann Kerboriou a évolué à l'US Créteil-Lusitanos de 2010 à 2018 où il a disputé près de 200 matchs en Ligue 2 et Championnat de France de football National.
En avril 2016, il fait partie d'une liste de 58 joueurs sélectionnables en équipe de Bretagne, dévoilée par Raymond Domenech qui en est le nouveau sélectionneur.
Pour la saison 2018/2019, il s’engage avec l’ambitieux FC Fleury 91, club de National 2

## Palmarès
- DH-Paris Île-de-France : Champion en 2009 avec le Football club municipal d'Aubervilliers
- CFA 2 : Vainqueur du groupe B en 2010 avec le Football club municipal d'Aubervilliers
- National : Champion en 2013 avec l'Union sportive Créteil-Lusitanos.